# Tormento (película de 1964)
Tormento (乱れる Midareru?) es una película dramática japonesa de 1964 dirigida por Mikio Naruse y protagonizada por Hideko Takamine y Yūzō Kayama. La historia se centra en una viuda de guerra cuya familia del difunto marido planea echarla de la tienda que ella regenta en la casa familiar.

## Sinopsis
Desde hace 18 años, la viuda Reiko dirige una tienda de comestibles en la casa de la familia de su difunto marido, a quien perdió durante la guerra. Ahora un nuevo supermercado amenaza con cerrar la tienda, por lo que las cuñadas de Reiko conspiran para convertir la tienda en un supermercado también y deshacerse de ella. El único miembro de la familia que está del lado de Reiko es su cuñado, Kōji, de 25 años, quien regularmente se mete en peleas de borrachos. Finalmente le confiesa a Reiko, 12 años mayor, que siempre la ha amado. Ella lo rechaza porque sólo se preocupa por él como a un miembro de la familia.
Reiko finalmente decide que ya no quiere interponerse en el camino de los planes de su hermana y quiere regresar a casa con su familia. Kōji la sigue durante el largo viaje en tren. En el camino, ella se ablanda y paran hacia una posada rural, donde tendrán una charla. Él retoma sus acercamientos, pero en el último momento, ella no puede afrontar la intimidad. Sale furioso y se emborracha, y luego llama a Reiko para decirle que volverá a casa. Por la mañana, Reiko ve que lo llevan al pueblo en camilla y se entera de que murió al caer por un acantilado. Ella corre detrás de los camilleros, pero luego se detiene, con el rostro en blanco.

## Reparto
- Hideko Takamine como Reiko Morita;
- Yūzō Kayama como Kōji Morita;
- Mitsuko Kusabue como Hisako Morizono;
- Yumi Shirakawa como Takako Morita;
- Mie Hama como Ruriko;
- Kazuo Kitamura como Morizono;
- Aiko Mimasu como Shizu Morita;
- Chieko Nakakita como la señora Kaga.

## Producción
Tormento está basado en un guion original del marido de Takamine, Zenzō Matsuyama, que había sido filmado como el drama televisivo Shigure el año anterior.

## Legado
La película fue proyectada en el Museo de Arte Moderno en 1985 y en el Harvard Film Archive en 2005 como parte de sus retrospectivas sobre Mikio Naruse, y en la Cinémathèque Française en 2017.

## Premios
- 1964: premio a la mejor actriz del Festival Internacional de Cine de Locarno para Hideko Takamine.[7]